# Lac Junaluska
Ne doit pas être confondu avec Lake Junaluska.
Le lac Junaluska (en anglais : Lake Junaluska) est un lac de barrage américain à Lake Junaluska, dans le comté de Haywood, en Caroline du Nord. Situé à 778 mètres d'altitude, il relève du bassin du Mississippi.